# Serranus subligarius
Serranus subligarius är en fiskart som först beskrevs av Edward Drinker Cope, 1870.  Serranus subligarius ingår i släktet Serranus och familjen havsabborrfiskar. Inga underarter finns listade i Catalogue of Life.